# 馬田村

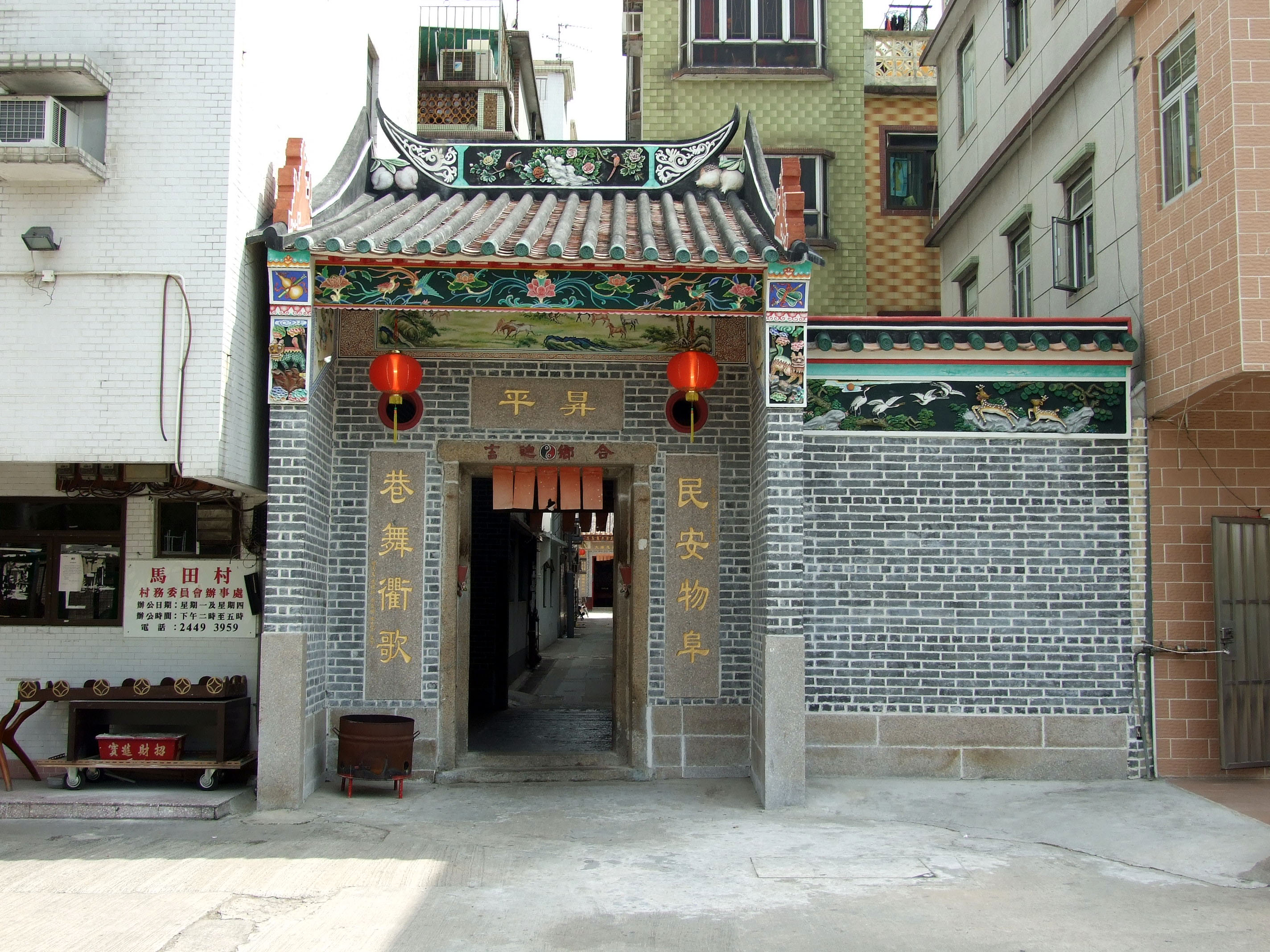
馬田村圍門

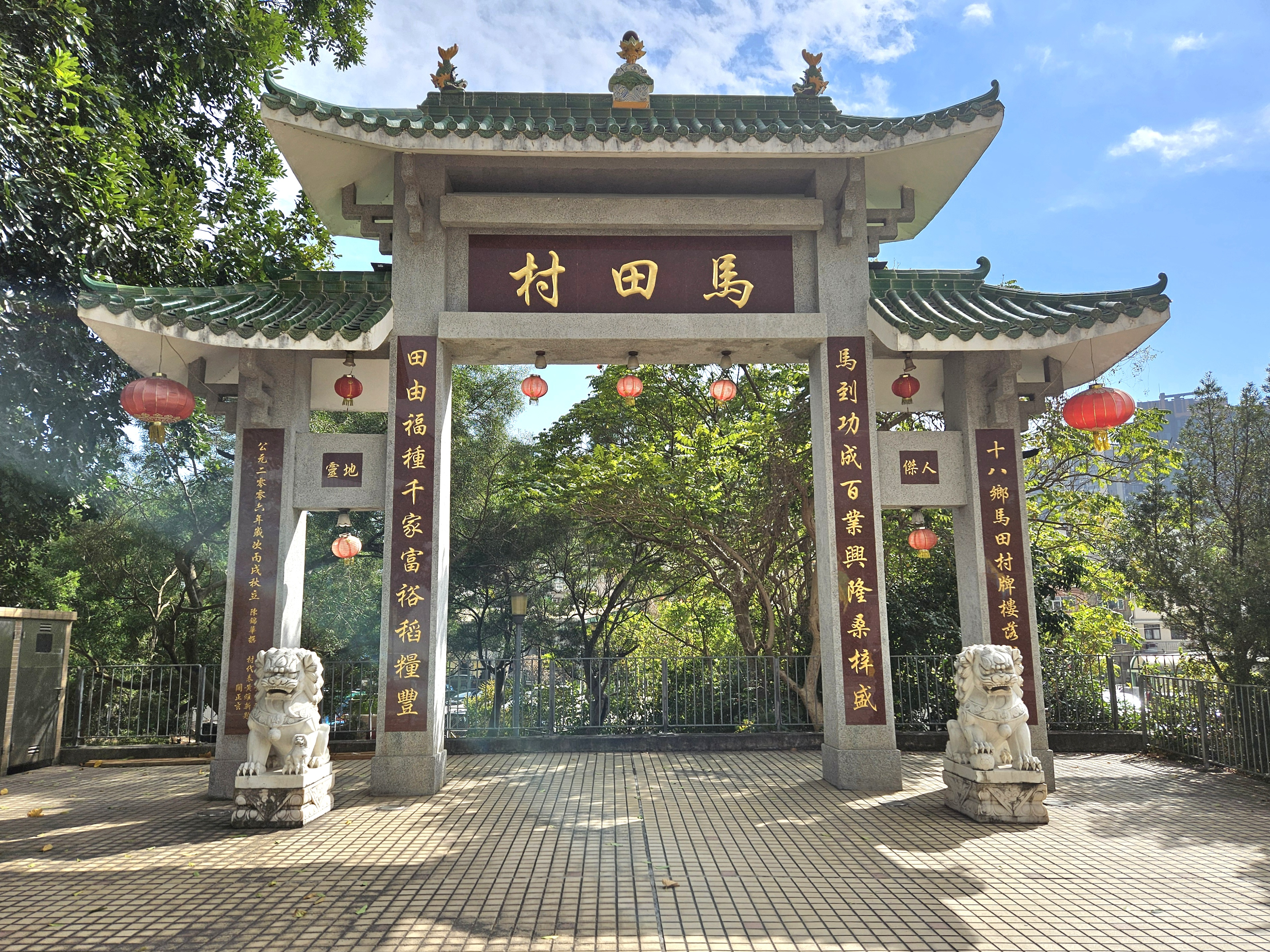
馬田村牌坊

22°26′22″N 114°01′25″E / 22.439415°N 114.023600°E
馬田村（英語：Ma Tin Tsuen）是香港一個位於元朗區十八鄉的圍村。

## 特色
馬田村的圍門與村內神廳於2009年重建。

## 外部連結
- 居民代表選舉馬田（十八鄉）的劃定現有鄉村範圍（2019至2022年） （页面存档备份，存于）
- 圍門圖片 （页面存档备份，存于）
- 神廳圖片[]